# Brunviolett kremla
Brunviolett kremla (Russula brunneoviolacea) är en svampart som beskrevs av Crawshay 1930. Brunviolett kremla ingår i släktet kremlor och familjen kremlor och riskor.  Arten är reproducerande i Sverige. Inga underarter finns listade i Catalogue of Life.

## Källor

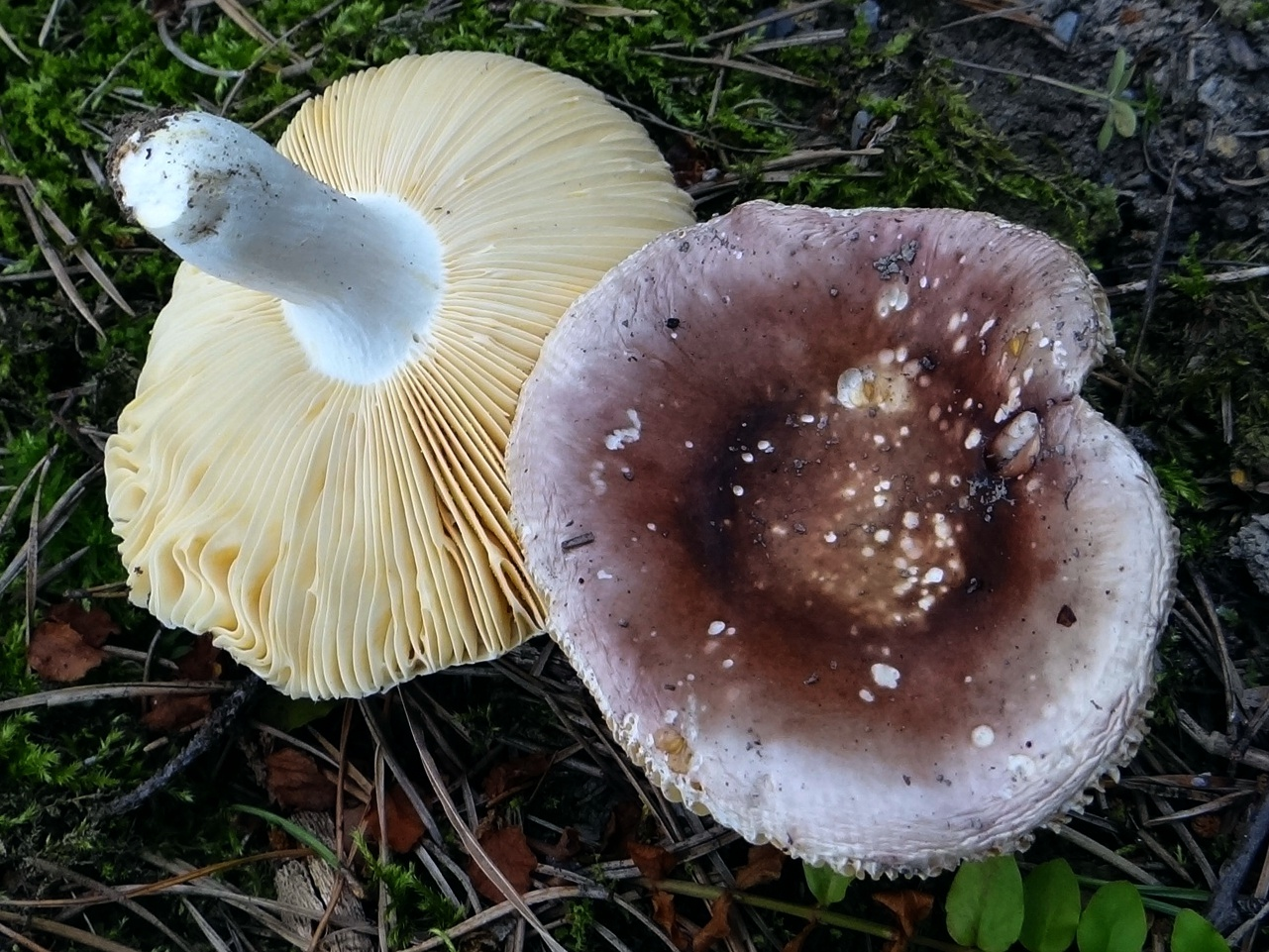
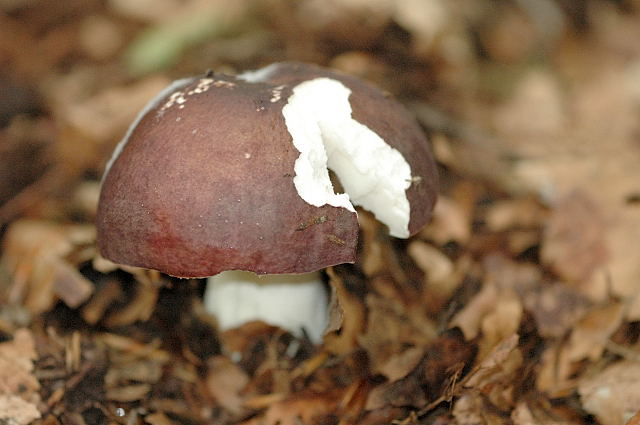
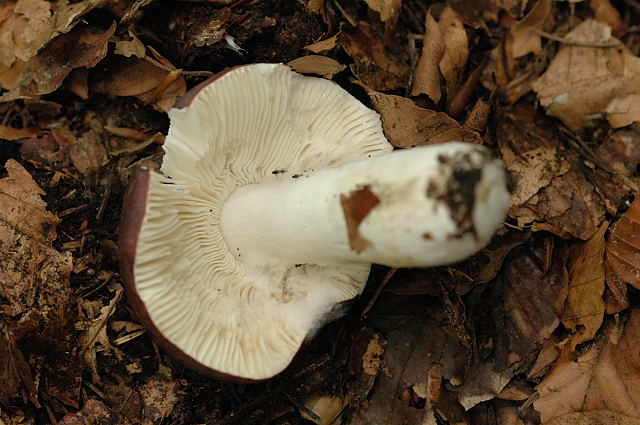